# 天神ワイド 朝
『天神ワイド 朝』（てんじんワイドあさ）は、2023年4月10日よりRSKラジオにて放送されている朝の生ワイド番組である。
2017年4月3日に『朝耳らじお』として番組がスタート。その当時の放送時間は7:00 - 10:00の3時間であった。
その後、2020年4月1日から10:30 - 12:35に放送されていた音楽バラエティ番組『ヒット・チャート・バラエティ カモナ・マイRadio!』の終了に伴って放送枠を7:00 - 12:35まで大幅に拡大して『朝耳らじお5.5（GOGO）』にタイトルをリニューアル（その後、2022年1月10日より放送時間が7:00 - 12:00に短縮したことに伴い『朝耳らじおGoGo』にタイトルを変更)した。
そして、2023年4月10日RSKの本社・新社屋『RSKイノベイティブ・メディアセンター』へRSKラジオの完全移転を機に新番組として現在の番組タイトルになった。ただし、内容面については『朝耳らじお』シリーズとほとんど変わっておらず、実質的に新社屋移転に伴う番組のリニューアルに近い形となっている。
本項では、『朝耳らじお』シリーズと本番組の内容について一体的に取り扱うものとする。

## 概要
ワイドFM開始に合わせて、リスナーの若返りを図ろうと開始した前番組『朝です! 全員起立』での支持が今一つであったことから、『朝耳らじお』のスタートに当たってはメイン聴取層を高めにするとともに、パーソナリティも『おかやま朝まるステーション1494』で月曜 - 水曜担当の石田好伸と木曜・金曜担当の滝沢忠孝の2人のベテランに戻す形で開始した。
その後、石田が定年を迎えてパーソナリティを退任すると月曜 - 水曜のパーソナリティは男性・女性を問わずRSKアナウンサーを中心に担当するようになった。
2020年4月1日の『朝耳らじお5.5（GOGO）』へのリニューアルで放送時間が拡大するとともに、終了した『カモナ・マイRadio!』から懐かしい曲をかけていた金曜の内容を滝沢がそれに近い形で木曜・金曜の番組内で受け継ぐこととなった。 また、これにより『朝耳らじお5.5』は従来の時間帯の第1部と10時台後半以降の第2部の2部構成となった。なお、木曜・金曜は月曜 - 水曜と同様に2部構成自体は同じだが、滝沢の方針で第1部を前半、第2部を後半と称している。
2024年4月1日より、放送時間が1時間短縮して7:00 - 11:00の放送となり、月曜 - 木曜は4年間続けてきた2部構成を解消することとなった。ただし、滝沢が担当する金曜はこれまで通り7時台から9時台までを前半、10時台を後半とする2部構成を堅持している。

## 放送形態
2020年4月1日からの放送時間拡大に伴って2部構成となると同時に、番組内容により2パターン（2023年度のみ3パターン）による放送形態となった。なお、以下におけるパターン分けは公式なものではなく、あくまで本項における分類上によるものである。
- Aパターン…月曜 - 水曜（のちに月曜・火曜→月曜 - 木曜）の放送形態で、ゲスト&インタビューコーナーのタイトルが『○○情報便[注釈 3]』など主にトークを中心とした内容
- Bパターン…木曜・金曜（『天神ワイド 朝』になってからは金曜のみ）の放送形態で、番組後半（第2部）で滝沢の選曲による音楽を重視した内容。Aパターンと比較してリスナーの年齢層が高いということもあり、演歌や歌謡曲、アニメソングなど昭和の楽曲をかけることが多く、『昭和ップフライデー』と称することも少なくない。
- Cパターン…『天神ワイド 朝』が始まった2023年度の1年間だけの放送形態。石田好伸と遠藤寛子が担当した水曜は『お達者倶楽部』、坂俊介と中村恵美が担当した木曜は『ちょっぴり人生バラエティー』の名称でAパターンと比べてバラエティー色の強い企画が放送されていた。2024年度にAパターンに吸収される形で終了。

## 放送時間
| 番組名                | 放送期間                      | 放送時間     |
| --------------------- | ----------------------------- | ------------ |
| 朝耳らじお            | 2017年4月3日 - 2020年3月31日  | 7:00 - 10:00 |
| 朝耳らじお5.5（GOGO） | 2020年4月1日 - 2022年1月7日   | 7:00 - 12:35 |
| 朝耳らじおGoGo        | 2022年1月10日 - 2023年4月7日  | 7:00 - 12:00 |
| 天神ワイド 朝         | 2023年4月10日 - 2024年3月29日 | 7:00 - 12:00 |
| 天神ワイド 朝         | 2024年4月1日 -                | 7:00 - 11:00 |

## パーソナリティ
● … 担当当時のRSKアナウンサー

〇 … 元RSKアナウンサー

※ … 第2部のみの出演
| 期間                          | 担当曜日                | 担当曜日              | 担当曜日                | 担当曜日           | 担当曜日   |
| 期間                          | 月曜                    | 火曜                  | 水曜                    | 木曜               | 金曜       |
| ----------------------------- | ----------------------- | --------------------- | ----------------------- | ------------------ | ---------- |
| 2017年4月3日 - 2018年3月30日  | 石田好伸●               | 石田好伸●             | 石田好伸●               | 滝沢忠孝〇         | 滝沢忠孝〇 |
| 2018年4月2日 - 2019年3月29日  | 守口香織●               | 石田好伸●             | 石田好伸●               | 滝沢忠孝〇         | 滝沢忠孝〇 |
| 2019年4月1日 - 6月28日        | 守口香織●               | 米澤秀敏●             | 米澤秀敏●               | 滝沢忠孝〇         | 滝沢忠孝〇 |
| 2019年7月1日 - 9月30日        | 米澤秀敏●               | 米澤秀敏●             | 米澤秀敏●               | 滝沢忠孝〇         | 滝沢忠孝〇 |
| 2019年10月1日 - 2020年3月31日 | 国司憲一郎●             | 米澤秀敏●             | 米澤秀敏●               | 滝沢忠孝〇         | 滝沢忠孝〇 |
| 期間                          | Aパターン               | Aパターン             | Aパターン               | Bパターン          | Bパターン  |
| 期間                          | 月曜                    | 火曜                  | 水曜                    | 木曜               | 金曜       |
| 2020年4月1日 - 2021年3月26日  | 国司憲一郎● 中村恵美〇※ | 米澤秀敏● 中村恵美〇※ | 米澤秀敏● 杉澤眞優●※    | 滝沢忠孝〇         | 滝沢忠孝〇 |
| 2021年3月29日 - 7月2日        | 小林章子● 伊藤正弘●※    | 米澤秀敏● 中村恵美〇※ | 米澤秀敏● 杉澤眞優●※    | 滝沢忠孝〇         | 滝沢忠孝〇 |
| 2021年7月5日 - 2022年1月7日   | 小林章子● 伊藤正弘●     | 国司憲一郎● 千神彩花● | 国司憲一郎● 杉澤眞優●   | 滝沢忠孝〇         | 滝沢忠孝〇 |
| 2022年1月10日 - 3月25日       | 小林章子● 伊藤正弘●     | 国司憲一郎● 千神彩花● | 国司憲一郎● 岡田美奈子● | 滝沢忠孝〇         | 滝沢忠孝〇 |
| 2022年3月28日 - 2023年4月7日  | 宮武将吾● 新田真子●     | 国司憲一郎● 千神彩花● | 国司憲一郎● 岡田美奈子● | 滝沢忠孝〇         | 滝沢忠孝〇 |
| 期間                          | Aパターン               | Aパターン             | Cパターン               | Cパターン          | Bパターン  |
| 期間                          | 月曜                    | 火曜                  | 水曜                    | 木曜               | 金曜       |
| 2023年4月10日 - 2024年3月29日 | 宮武将吾● 新田真子●     | 国司憲一郎● 千神彩花● | 石田好伸● 遠藤寛子〇    | 坂俊介● 中村恵美〇 | 滝沢忠孝〇 |
| 期間                          | Aパターン               | Aパターン             | Aパターン               | Aパターン          | Bパターン  |
| 期間                          | 月曜                    | 火曜                  | 水曜                    | 木曜               | 金曜       |
| 2024年4月1日-2025年3月28日    | 坂俊介●                 | 坂俊介●               | 国司憲一郎●             | 国司憲一郎●        | 滝沢忠孝〇 |
| 2025年3月31日 -               | 柏野仁弥●               | 坂俊介●               | 杉澤眞優●               | 国司憲一郎●        | 滝沢忠孝〇 |